# Miguel Arraes (ator)
Miguel Arraes (Rio de Janeiro, 15 de outubro de 1998) é um ex-ator e poeta brasileiro.

## Filmografia

### Televisão
| Ano  | Programa              | Personagem                           | Nota                   |
| ---- | --------------------- | ------------------------------------ | ---------------------- |
| 2010 | Na Forma da Lei       | Alexandre                            |                        |
| 2010 | O Relógio da Aventura | João                                 | Especial de fim de ano |
| 2011 | Ti Ti Ti              | Lucas Campos Dimeri                  |                        |
| 2011 | A Grande Família      | Lineu (criança)                      |                        |
| 2011 | Malhação              | Igor Souto                           |                        |
| 2012 | A Grande Família      | Paulo Henrique (Zoiúdo)              |                        |
| 2013 | Sangue Bom            | Pedro de Carvalho Rabello (Pedrinho) |                        |
| 2014 | O Rebu                | Michel Rezende                       |                        |

### Teatro
| Ano  | Título              | Personagem |
| ---- | ------------------- | ---------- |
| 2012 | A Menina e o Vento  | Pedro      |
| 2014 | Rita, O Musical     | Miguel     |
| 2016 | Miguel, O Invisível | Miguel     |

### Cinema
| Ano  | Título                                  | Papel            |
| ---- | --------------------------------------- | ---------------- |
| 2011 | A Melhor Idade                          | Menino (vizinho) |
| 2013 | Todos Esses Dias em Que Sou Estrangeiro | Antônio          |
| 2015 | Pequeno Dicionário Amoroso 2            | Pedro            |

## Prêmios e indicações
| Ano  | Premiação                                        | Nomeação                      | Obra                                                  | Resultado | Ref   |
| ---- | ------------------------------------------------ | ----------------------------- | ----------------------------------------------------- | --------- | ----- |
| 2011 | Prêmio Contigo                                   | Melhor Ator Infantil          | Na Forma da Lei por Alexandre                         | Indicado  | [ 3 ] |
| 2013 | Festival de Brasília do Cinema Brasileiro        | Melhor ator (curta de ficção) | "Todos Esses Dias em Que Sou Estrangeiro" por Antônio | Venceu    |       |
| 2013 | Curta Santos                                     | Melhor Ator                   | "Todos Esses Dias em Que Sou Estrangeiro" por Antônio | Venceu    |       |
| 2013 | Festival Diálogo de Cinema                       | Melhor Atuação                | Todos Esses Dias em Que Sou Estrangeiro por Antônio   | Venceu    |       |
| 2014 | Festival de Cinema de Triunfo                    | Melhor Ator                   | Todos Esses Dias em Que Sou Estrangeiro por Antônio   | Venceu    |       |
| 2014 | Festival de Atibaia Internacional do Audiovisual | Melhor Ator                   | "Todos Esses Dias em Que Sou Estrangeiro" por Antônio | Venceu    | [ 4 ] |